# La Flotte

La Flotte este o comună în departamentul Charente-Maritime, Franța. În 1 ianuarie 2022 avea o populație de 3.131 de locuitori.